# Rhagio nebulosus
Rhagio nebulosus är en tvåvingeart som först beskrevs av Fabricius 1798.  Rhagio nebulosus ingår i släktet Rhagio, ordningen tvåvingar, klassen egentliga insekter, fylumet leddjur och riket djur.
Artens utbredningsområde är Italien. Inga underarter finns listade i Catalogue of Life.